# زنان در آیین بودایی

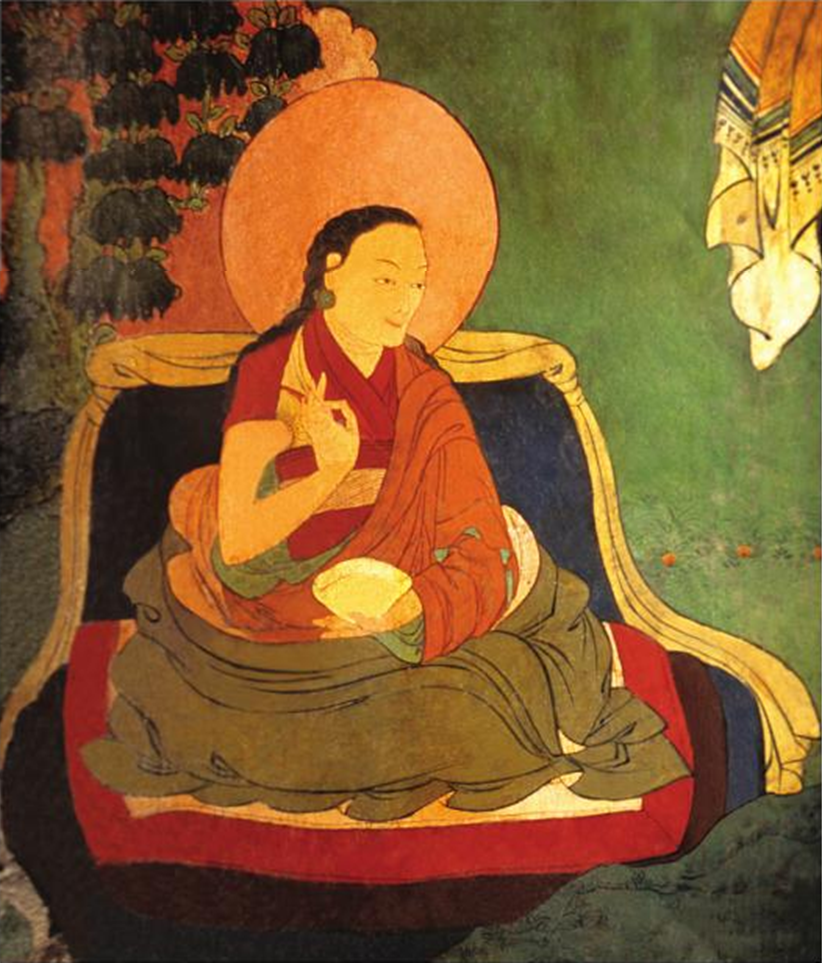
در جهت عقربه‌های ساعت از بالا سمت چپ: ماهاپاجاپاتی گوتامی (اولین راهبه)، فوکودا چیون-نی (راهبه و شاعر بودایی ژاپنی)، چوکی درنما (لامای بودایی تبتی که دوباره تناسخ یافته) یک راهبه بودایی ویتنامی

زنان در آیین بودا موضوعی است که می‌توان از منظرهای گوناگون از جمله مباحث الهیات، تاریخ، مردم‌شناسی و فمینیسم به آن پرداخت. علایق موضعی شامل وضعیت الهیاتی زنان، رفتار با زنان در جوامع بودایی در خانه و در ملاء عام، تاریخ زنان در آیین بودا، و مقایسه تجارب زنان در اشکال مختلف بودیسم است. مانند سایر ادیان، تجارب زنان بودایی به میزان قابل توجهی متفاوت بوده‌است.
با این وجود خاندرو رینپوچه، یک زن لاما در آیین بودایی تبتی، اهمیت توجه فزاینده به موضوع را کم‌اهمیت می‌داند:
| « | وقتی صحبت از زنان و آیین بودا می‌شود، متوجه شده‌ام که مردم اغلب موضوع را به عنوان موضوعی جدید و متفاوت در نظر می‌گیرند. آنها معتقدند که زنان در آیین بودا به عنوان یک موضوع مهم تبدیل شده‌اند زیرا ما در دوران معاصر زندگی می‌کنیم و بسیاری از زنان اکنون دارما را تمرین می‌کنند. به هر حال، این چنین نیست. سانگای ماده قرن‌ها اینجا بوده‌است. ما چیز جدیدی را به یک سنت ۲۵۰۰ ساله وارد نمی‌کنیم. ریشه‌ها وجود دارد و ما به سادگی در حال انرژی دادن مجدد آنها هستیم. | » |